# Lordomyrma striatella
Lordomyrma striatella är en myrart som först beskrevs av Mann 1921.  Lordomyrma striatella ingår i släktet Lordomyrma och familjen myror. Inga underarter finns listade i Catalogue of Life.